# گذرنامه قبرسی

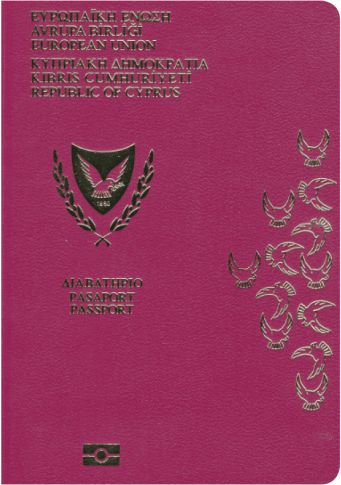
نمایی از یک‌نسخه گذرنامهٔ قبرسی در سال ۲۰۲۲

گذرنامهٔ قبرسی یک مدرک سفر بین‌المللی است که توسط کشور قبرس صادر می‌شود و بنا بر داده‌های سال ۲۰۲۳، دارندگان آن می‌توانستند به ۱۸۰ کشور دیگر بدون دریافت ویزا سفر کنند یا ویزا را در بدو ورود دریافت نمایند. این گذرنامه بر اساس رتبه‌بندی شاخص گذرنامهٔ هنلی در سال ۲۰۲۳ در رتبهٔ ۱۳ قرار داشت.